# Сортлавкі
Сортлавкі (пол. Sortławki, нім. Sortlack) — село в Польщі, у гміні Бартошиці Бартошицького повіту Вармінсько-Мазурського воєводства.
Населення — 34 особи (2011).

## Демографія
Демографічна структура станом на 31 березня 2011 року:
|          | Загалом | Допрацездатний вік | Працездатний вік | Постпрацездатний вік |
| -------- | ------- | ------------------ | ---------------- | -------------------- |
| Чоловіки | 18      | 2                  | 16               | 0                    |
| Жінки    | 16      | 3                  | 13               | 0                    |
| Разом    | 34      | 5                  | 29               | 0                    |